# USS Puritan (BM-1)

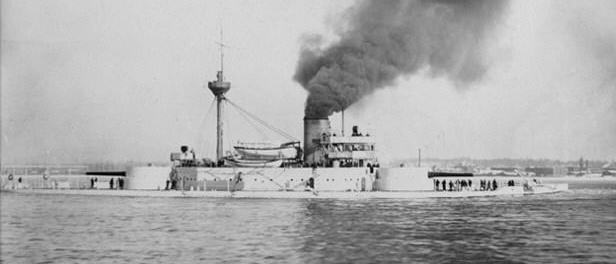
USS Puritan BM1

Другий корабель з ім'ям USS Puritan був монітором ВМС США, що увійшов до складу флоту 1896. Це єдиний корабель такого типу.

## Будівництво
23 червня 1874 року Міністр ВМС у адміністрації президента Улісса Гранта Джордж Робесон, реагуючи на інцидент з "Virginius", замовив "перебудову" першого USS Puritan, закладеного під час Громадської війни. Втім насправді йшлося про утилізацію старого корабля і використання отриманих коштів на побудову нового монітора зміненої конструкції. Вона включала установку другої башти, високу трубу, бойову мачту. Ці характеристики. а також архітектура надбудов були характерними для американських моніторів, побудованих у кінці 19  -  початку 20 століття.
Новий «Пуритан» будувався корабельнею «John Roach & Sons» у Пенсильванії, а був добудований на військово-морській верфі у  Брукліні. Згідно з офіційними документами, перший етап будівництва був "ремонтом" і "перебудовою" першого «Пуритан», хоча дуже мала кількість матеріалів з попереднього корабля були використані при будівництві "наступника". Новий «Пуритан» був спущений на воду 6 грудня 1882 року та включений до складу флоту 10 грудня 1896 року, під командуванням капітана Джона Р. Бартлетта (John R. Bartlett).
До 1891 року корабель був оснащений чотирма 12-ти дюймовими (305-мм) гарматами у барбетних баштах. Броньовий пояс мав ширину 1,70 м, а товщину -  360 мм, броньовану палубу товщиною 51 мм, барбети захищали 360 міліметрів броні, а встановлені на них башти - 200.
Спочатку каюти офіцерів планувалося розмістити під палубою. потім відповідні приміщення використали для розширення простору для нижніх чинів, а офіцерські каюти обладнали у надбудові.

## Історія служби
«Пуритан» активно застосовувався під час Іспано-американської війни. Отримавши призначення до участі у блокаді Куби у квітні 1898 року, корабель приєднався до New York та Cincinnati під час обстрілу Матансаса 27 квітня. Після зупинки у Кі-Вест на початку травня, монітор вирушив 20 травня аби приєднатися до з'єднання, яке формував контр-адмірал Вільям Т. Семпсон (William T. Sampson), яке врешті решт вирушило до Сантьяго. «Пуритан» приєднався 22 і Семпсон спрямував свої кораблі до Кей Франшес (Key Frances) у Каналі Ніколаса (Nicholas Channel) (протока поблизу Куби)з метою заблокувати іспанську ескадру у Сантьяго. Спроба прориву іспанської ескадри 3 червня завершилась практично повним її знищенням.
Після Куби монітор вирушив до Пуерто-Рико, де він висадив підрозділ морської піхоти та обстрілював позиції іспанців під час битви при Фахардо.
Після бойової служби «Пуритан» використовувався як навчальний корабель Військово-морської академії з 1899 по 1902 роки. Його вивели зі складу флоту 16 квітня 1903 року у Філадельфії, але повернули на службу 3 червня того ж року для використання як блокшив. У 1904 році корабель передали у користування військово-морській міліції (ополченню)  Вашингтона, яке тривало до 14 вересня 1909 року. «Пуритан» перейшов до Норфолку (Вірджинія), де його остаточно вивели у резерв 23 квітня 1910 року. 

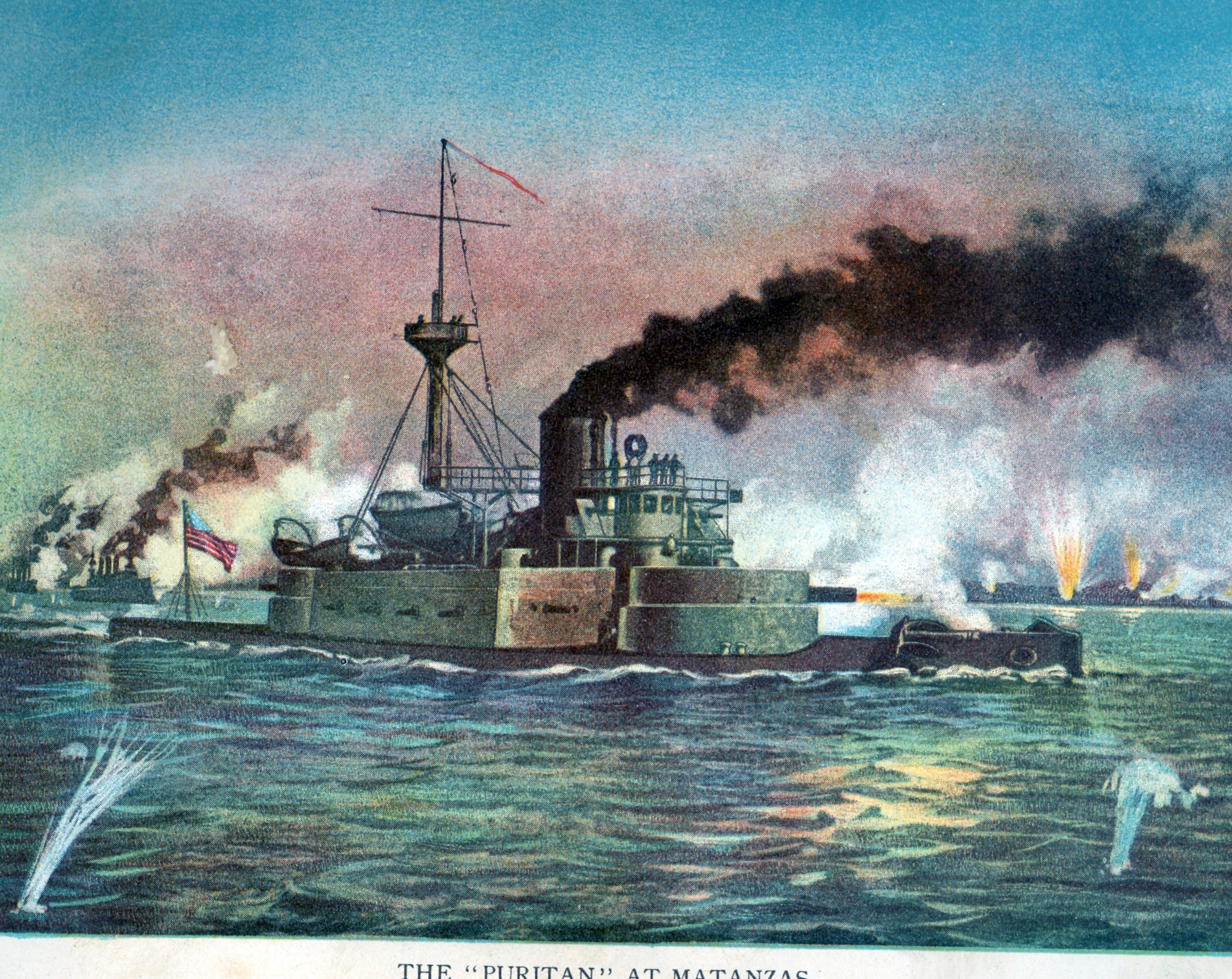
"Пуританин" в Матансасі.

У березні 1910 року з'явилася пропозиція використати монітори флоту США, включаючи «Пуритан», «Міантономо», «Террор» та «Амфітріт» як основу для фортів поблизу Кі-Вест, аби перетворити його на "Американський Гібралтар". Відкриття Панамського каналу (який на той час знаходився у процесі побудови) мало збільшити стратегічну цінність Кі-Вест, який прикривав маршрут до майбутнього каналу від Західного узбережжя США. Вказувалося, що рівень захисту, який надавав Форт Захарі Тейлора, розміщений там, був недостатній, бо сучасні кораблі могли обстрілювати його з дистанції, недосяжної для його гармат. Пропозиція полягала у розміщенні моніторів у ключових точках навколо Кі-Вест, створення навколо них штучних острівців, у результаті чого кораблі перетворяться на "сучасні двобаштові форти.
Монітор виключили з списків флоту 27 лютого 1918 року, а 26 січня 1922 року продали для утилізації.

## Дивися також
Монітори типу «Амфітріта»